# Maguaristork
Maguaristork (Ciconia maguari) är en fågel i familjen storkar, den enda arten av släktet Ciconia i Sydamerika. Beståndet anses vara livskraftigt.

## Utseende
Maguaristorken är en svartvit storkfågel, ytligt lik och med en kroppslängd på 97–110 cm jämnstor med vita storken. Fjäderdräkten är mestadels vit med svart på nedre delen av ryggen, vingpennor, vingtäckare och stjärt. Näbben är grå med rödaktig spets och benen röda. Karakteristiskt är röd orbitalhud i ansiktet och gräddvitt öga. Stjärten är något kluven.

## Läte
Maguaristorken är mestadels tystlåten. Under spelet hörs sällsynt ett hest, tvåstavigt visslande.

## Utbredning och systematik
Maguaristorken förekommer på tropiska slätter och i sumpmarker i Sydamerika öster om Anderna. Den behandlas som monotypisk, det vill säga att den inte delas in i några underarter. 

## Levnadssätt
Maguaristorken hittas i våtmarker i öppna landskap och undviker beskogade områden. Den födosöker i mycket grunt vatten på jakt efter grodor och grodyngel, fisk (framför allt ål), små vattenlevande gnagare, ormar och krabbor. Fågeln häckar mellan juni och november i llanos, mellan augusti och oktober i södra Brasilien.

## Status och hot
Arten har ett stort utbredningsområde och en stor population med stabil utveckling. Utifrån dessa kriterier kategoriserar IUCN arten som livskraftig (LC). Världspopulationen uppskattas till mellan 50 000 och 100 000 individer.

## Namn
Fågelns svenska och vetenskapliga artnamn kommer av fågelns namn på tupispråket, Maguari eller Baguari (="kraftig näbb").

## Galleri

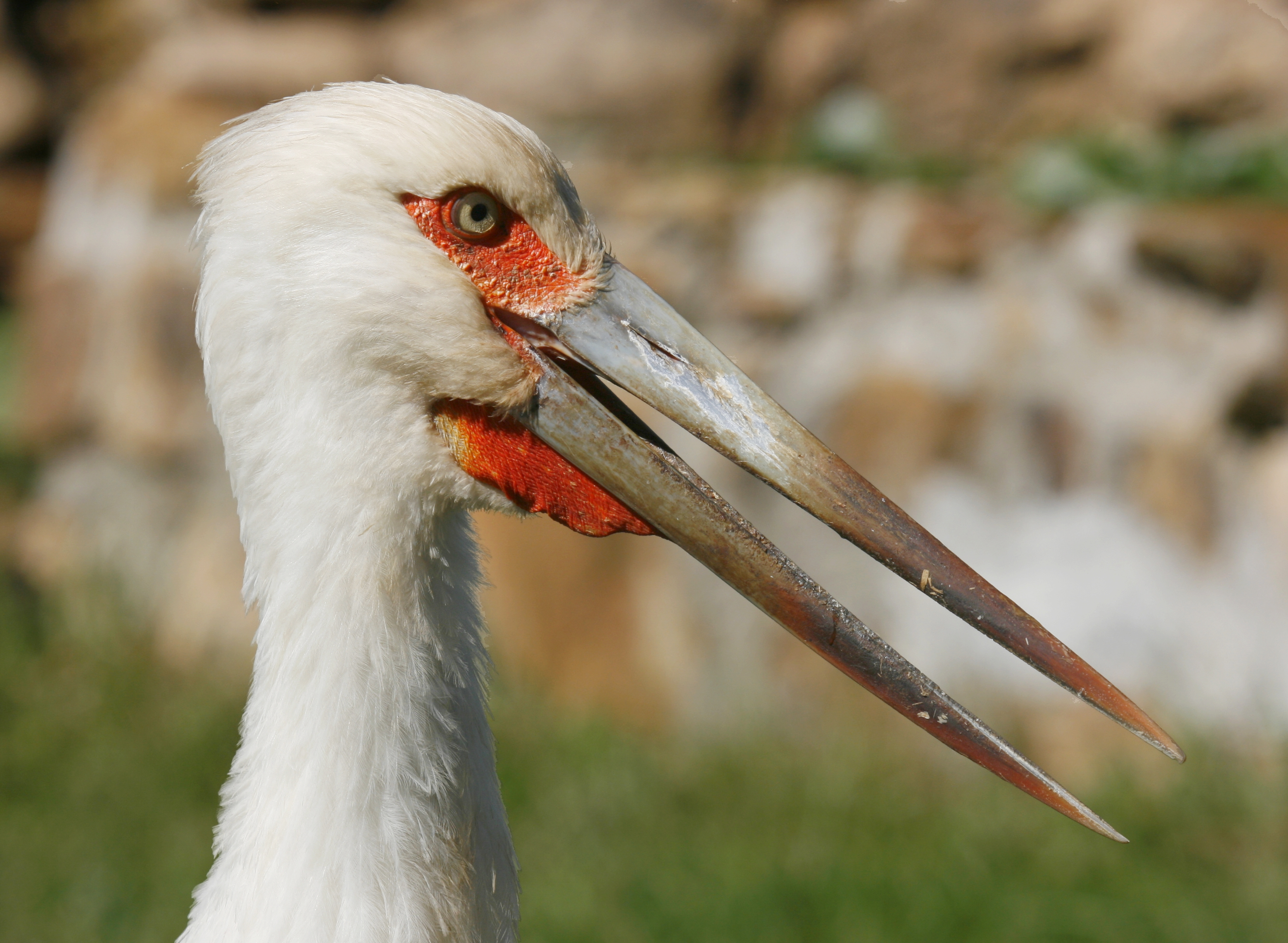
Närbild av huvudet och näbben.
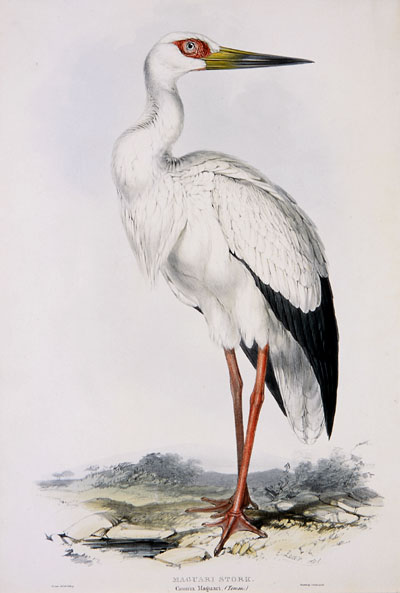
Illustration av Edward Lear.
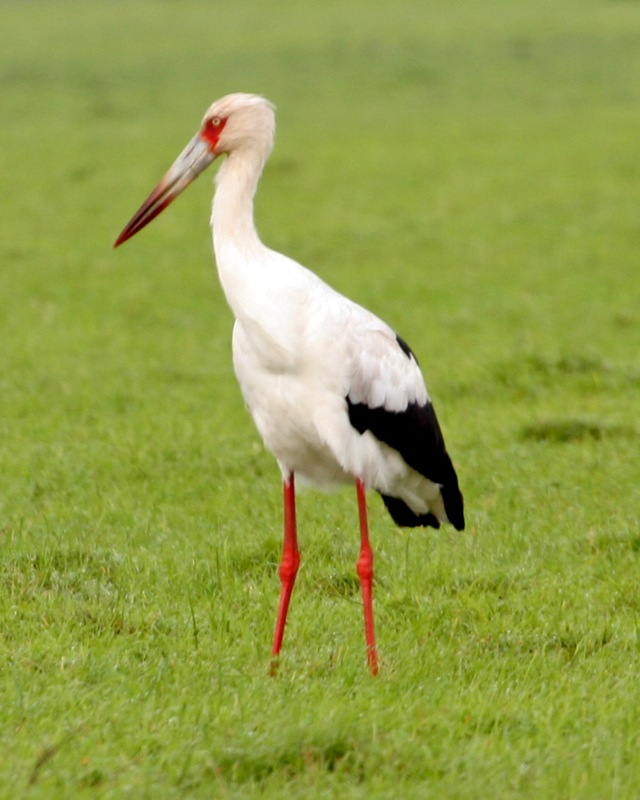
En maguaristork i Entre Rios i Argentina.